# Mouritala Ogunbiyi
Mouritala Ogunbiyi (Bohicont, 10 ottobre 1983) è un ex calciatore beninese, di ruolo centrocampista.

## Carriera

### Club
Con la maglia dell'Étoile du Sahel ha giocato 13 partite nella CAF Champions League (11 con 1 gol segnato nel 2007 e 2 nel 2008) oltre a 2 partite nel Mondiale per Club del 2008. Complessivamente le gare in CAF Champions League sono tuttavia 15, dato che nelle edizioni del 2004 e del 2005 vi ha giocato 2 partite (segnando anche un gol) con la maglia dell'Enyimba. Successivamente con la maglia dei francesi del Giungamp vince la Coppa di Francia nel 2009 e nella stagione 2009-2010 ha giocato 2 partite dei preliminari di Europa League.
Successivamente gioca nel Paris FC, squadra militante il Ligue 2 (la seconda divisione francese).

### Nazionale
Ogunbiyi con la propria nazionale ha partecipato sia alla Coppa delle nazioni africane 2004 sia alla Coppa delle nazioni africane 2010, giocando in totale 42 partite, con 6 gol segnati.

## Palmarès

### Club

#### Competizioni nazionali
- Campionato tunisino: 1

Étoile du Sahel: 2006-2007
- Coppa di Francia: 1

Guingamp: 2008-2009

#### Competizioni internazionali
- Coppa della Confederazione CAF: 1

Étoile du Sahel: 2006
- CAF Champions League: 1

Étoile du Sahel: 2007
- Supercoppa CAF: 1

Étoile du Sahel: 2008